# Simena luctifera
Simena luctifera là một loài bướm đêm trong họ Geometridae.